# Голубой Нил (провинция)
Голубо́й Нил (араб. النيل الأزرق‎, Эн-Ниль-эль-А́зрак, англ. Blue Nile; Эль-Вуста в период 1991—1994) — одна из 18 провинций Судана.
- Территория 45 844 км².
- Население 832 112 человек (на 2008 год).

Административный центр — город Эд-Дамазин.
Провинция граничит на востоке с Эфиопией, на юге — с Южным Суданом.

## Административное деление

Административное деление провинции (старая версия)

Провинция делится на 6 округов (дистриктов):
1. Эд-Дамазин
2. Эль-Кормок
3. Эр-Росеирес
4. Тадамон
5. Бау
6. Кейссан